# Superficie conica

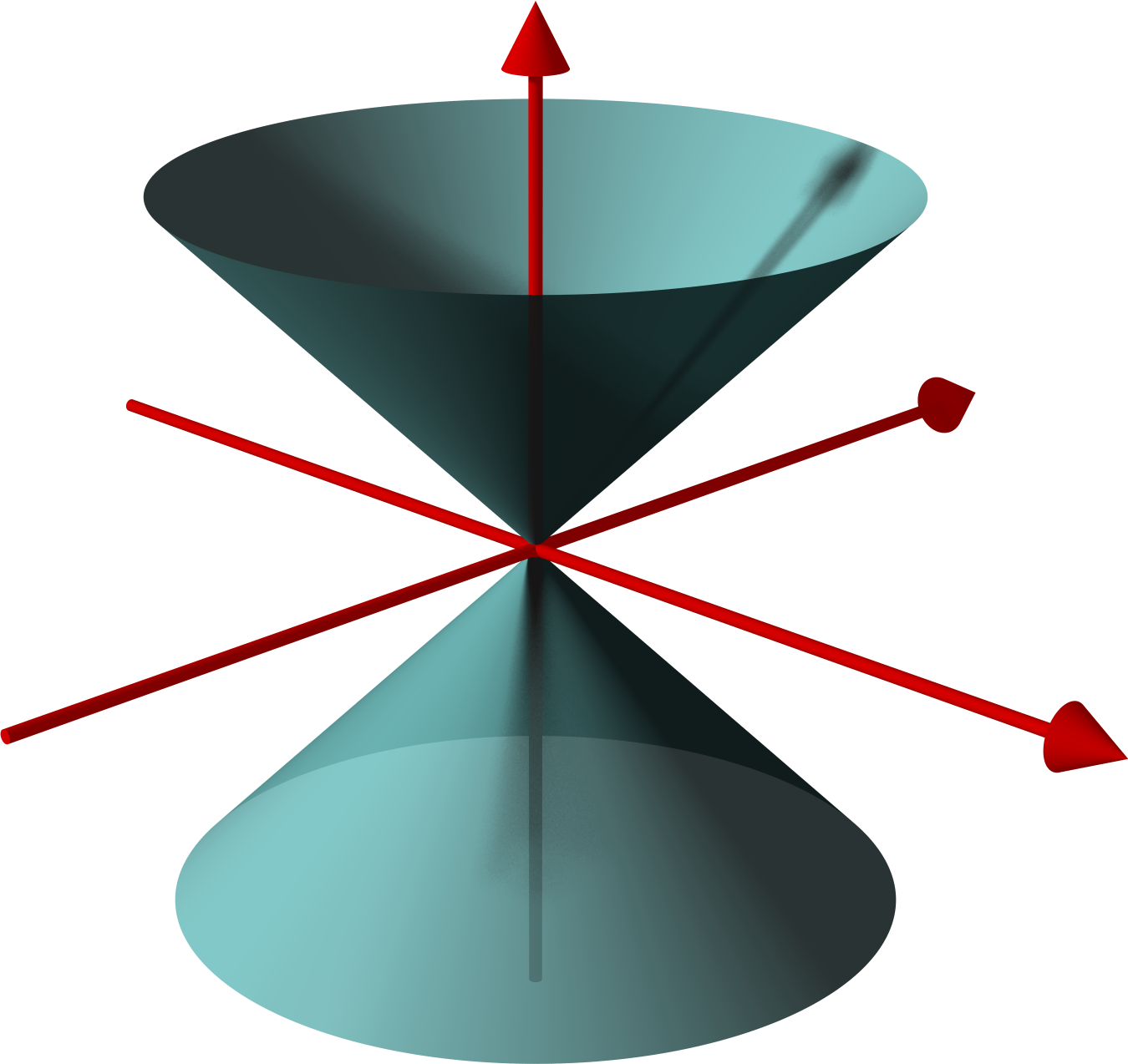
Una superficie conica circolare

In matematica una superficie conica è una superficie generata dal movimento rigido di una retta detta generatrice lungo i punti di una circonferenza detta direttrice per un punto fisso detto vertice, non complanare con alla direttrice. Perciò, il punto di incontro di tutte le direttrici è il vertice, che divide ogni direttrice in due semirette e che divide la superficie in due falde. 
Si possono avere due tipi di coniche: quando delta è una conica, non degenere, viene generato il cosiddetto cono quadrico, altrimenti, cioè quando delta non è una curva conica, il cono viene detto cono generico. 
Il cilindro viene considerato come caso particolare di cono avente vertice posto a distanza infinita.
Secondo il tipo di conica che ha un cono quadrico come propria direttrice retta, si ha la seguente classificazione:
- Cono circolare: si ottiene dal movimento di una retta {\displaystyle g}, detta generatrice, intorno a un'altra retta {\displaystyle a}, detta asse di rotazione, nella condizione in cui tali rette {\displaystyle g} e {\displaystyle a} siano tra loro complanari. In questo modo, sezionando tale cono con un piano perpendicolare all'asse {\displaystyle a} e non passante per il suo vertice, si ha una circonferenza come direttrice retta dello stesso cono.
- Cono ellittico.
- Cono iperbolico.

## Equazioni
Una superficie conica {\displaystyle S} può essere descritta parametricamente come:
{\displaystyle S(t,u)=v+uq(t),}
con {\displaystyle v} il vertice della superficie e {\displaystyle q} la sua direttrice.
Una superficie conica circolare retta di apertura {\displaystyle 2\theta }, l'asse della quale è l'asse delle {\displaystyle z}, e con vertice l'origine, è descritta dalla seguente parametrizzazione:
{\displaystyle S(t,u)=(u\sin \theta \cos t,u\sin \theta \sin t,u\cos \theta ),}
dove {\displaystyle t\in [0,2\pi )} e {\displaystyle u\in (-\infty ,\infty )}.  Nella forma implicita, la stessa superficie è descritta dall'equazione {\displaystyle S(x,y,z)=0}, dove:
{\displaystyle S(x,y,z)=(x^{2}+y^{2})(\cos \theta )^{2}-z^{2}(\sin \theta )^{2}.}
Più in generale, una superficie conica circolare retta, con vertice nell'origine e l'asse parallelo al vettore {\displaystyle \mathbf {d} }, di apertura {\displaystyle 2\theta }, è data dall'equazione vettoriale implicita {\displaystyle S(\mathbf {x} )=0}, dove:
{\displaystyle S(\mathbf {x} )=(\mathbf {x} \cdot \mathbf {d} )^{2}-(\mathbf {d} \cdot \mathbf {d} )(\mathbf {x} \cdot \mathbf {x} )(\cos \theta )^{2},}
ossia:
{\displaystyle S(\mathbf {x} )=\mathbf {x} \cdot \mathbf {d} -|\mathbf {d} ||\mathbf {x} |\cos \theta ,}
dove {\displaystyle \mathbf {x} =(x,y,z)}, e {\displaystyle \mathbf {x} \cdot \mathbf {d} } denota il prodotto scalare.
In {\displaystyle \mathbb {R} ^{3}}, una superficie conica con direttrice ellittica, è data dalla seguente equazione omogenea di grado 2:
{\displaystyle S(x,y,z)=ax^{2}+by^{2}+cz^{2}+2uxy+2vyz+2wzx=0.}